# 林煥超
林煥超（1985年4月8日—）是前臺灣男子籃球運動員，場上主打中鋒位置。

## 生平
林煥超高中原先就讀中山工商，就讀一年後轉學至崇義高中，半年過後轉往南山高中，高三時與南山奪得高中籃球聯賽冠軍，高中畢業後升學至國立臺灣師範大學，大四時球隊奪下大專籃球聯賽冠軍，讓林煥超取得專任教練資格。超級籃球聯賽先後效力過達欣工程、東風老鷹、裕隆恐龍與璞園建築，曾入選U20代表隊，2009年當選威廉瓊斯盃光華隊國手，在27歲時決定卸下球員身分，回到家鄉豐原種植綠竹筍。

## 外部連結
- 林煥超在Eurobasket.com（球員）（英语）